# Банд-е Амир
Банд-е Амир (на персийски: بند امیر) е първият национален парк на Афганистан.
Разположен е в провинция Бамиян. Представлява поредица от 6 тъмносини езера, разделени от естествени прегради, съставени от травертин. Намират се в планините Хиндукуш в Централен Афганистан на приблизително 3000 m надморска височина, на запад от Будите от Бамян.
Създадени са от богата на въглероден диоксид вода, просмукваща се от пролуките и отлагаща преципитация от калциев карбонат под формата на стени от травертин, които днес задържат водите на езерата. Банд-е Амир е едно от малкото естествени езера на света, които са създадени от травертинни системи. Мястото на Банд-е Амир е описвано като афганистанския Гранд каньон и привлича хиляди туристи годишно.

## История
Името Банд-е Амир буквално означава „Язовир на емира“, за което се вярва, че е използвано във връзка с Али ибн Аби Талиб. Районът етнически е преобладаван от хазарейци, които масово следват шиизма.
Банд-е Амир е планиран да стане първият национален парк на Афганистан през 1960-те години, но процесът е забавен, поради политически кризи и войни. През 2004 г. Банд-е Амир е кандидатиран за признаване като обект на световното наследство. През 2009 г. той е обявен за първия национален парк на Афганистан. Към 2013 г. около 6000 местни туристи посещават националния парк всяка година. Зоната се охранява от паркови рейнджъри.

## География
Паркът се намира приблизително на 75 km северозападно от древния град Бамян. Тук е ядрото на афганистанския туризъм. Шестте съставящи езера на Банд-е Амир са:
- Банд-е Голаман (Езеро на робите)
- Банд-е Камбар (Езеро на роба на Али)
- Банд-е Хайбат (Грандиозно езеро)
- Банд-е Панир (Езеро на сиренето)
- Банд-е Пудина (Езеро на дивата мента)
- Банд-е Зулфикар (Езеро на меча на Али)

Банд-е Хайбат е най-голямото и най-дълбокото от тях, като средната му дълбочина е приблизително 150 метра. Белите травертинни стени, създадени от пролуки, които са широко разпространени из долината, образуват преградите между езерата. Друго подобно езеро е Банд-е Аждахар (Драконът), разположено на няколко километра източно от град Бамян, което е създадено чрез същите процеси.
Езерата на Банд-е Амир са популярни сред туристите основно през лятото, тъй като поради високата надморска височина, температурите през зимата са много ниски (до -20 °C).

## Състояние
Местното население разчита на естествените ресурси на парка за да оцелява. Паша, събиране на храсти за гориво и фураж за зимата и селско стопанство, захранвано от дъждовната вода, все още се практикуват широко в границите на парка. Неконтролираната паша, обаче, води до ерозия на почвата около парка. Макар лова на птици и бозайници на територията на парка да е забранен, към момента няма налични данни, за да се оцени статута на животинския свят и биоразнообразието.
След официалното основаване на парка през 2009 г., офис и стража от няколко рейнджъри са установени, за да се управлява запазването на естествените ресурси на парка. Екотуризмът се очаква да намали местната икономическа зависимост от естествените ресурси на парка.
При посещение на парка могат да се срещнат следните проблеми: отсъствие на основни комунални услуги и асфалтирани пътища, както и наличието на минирани участъци.